# Dim mak
Dim mak (kinesiska: 點脈, tryck artär) är en kinesisk stridskonst som har sitt ursprung i traditionell kinesisk medicinsk akupunktur. Liknande stridskonst återfinns i wuxia-genren inom kinesisk litteratur och dök upp i västerländsk populärkultur på 1960-talet under namnet Dim mak. Teknikerna framställs som en samling av hemlig kunskap som rör angrepp på "meridianer" och det utövarna kallar känsliga punkter eller tryckpunkter. Inom traditionell kinesisk medicin beskrivs 365 sådana punkter. Angrepp mot dessa punkter påstås kunna orsaka stor skada eller till och med fördröjd eller omedelbar död.  Det finns inga vetenskapliga belägg för detta.
Dim mak har många likheter med den japanska stridskonsten Kyusho jitsu. I Sverige tränas "Stora handens Dim mak".